# Monotoca rotundifolia
Monotoca rotundifolia är en ljungväxtart som beskrevs av James Hamlyn Willis. Monotoca rotundifolia ingår i släktet Monotoca och familjen ljungväxter. Inga underarter finns listade i Catalogue of Life.